# Naruto: Ultimate Ninja 2
Naruto: Ultimate Ninja 2, in Japan Naruto: Narutimate Hero 2 ＮＡＲＵＴＯ－ナルト－ ナルティメットヒーロー２ Naruto: Narutimetto Hīrō ist ein von CyberConnect2 entwickeltes und von Namco Bandai Games veröffentlichtes Fighting Game. Das Spiel wurde für PlayStation 2 entwickelt. Es ist die Fortsetzung von Naruto: Ultimate Ninja. Das Spiel wurde am 30. September 2004 in Japan, 13. Juni 2007 in den Vereinigten Staaten und am 19. Oktober 2007 in Europa veröffentlicht.

## Handlung
Naruto und sein Meister Jiraya sjnd auf der Suche nach Tsunade. Nebenbei suchen Kakashi und Sakura nach Sasuke. Zwischen der Suche nach Tsunade und um Sasuke zu finden, belebt Orochimaru Zabuza, Haku und Sarutobi wieder, damit er Konohagakure angreifen kann.

## Spielprinzip
Wie im Vorgänger gibt es spezielle Techniken und Jutsus, die verwendet werden können. Einige Charaktere verfügen Spezialattacken, indem sie spezielle Techniken anwenden, die ihren Status verbessern und ihnen neue Fähigkeiten verleihen. Das Spiel enthält auch mehrere Gegenstände, wie Shuriken und Kunai. Es gibt im Spiel auch Unterstützungscharaktere. Das Spiel ersetzt den Story-Modus im Arcade-Stil aus dem Vorgänger durch einen RPG-ähnlichen Story-Modus. Im Spiel sind 32 Charaktere (33 in der japanischen Version, darunter Doto Kazahana aus dem Film Naruto – The Movie: Geheimmission im Land des ewigen Schnees) spielbar.

## Rezeption
Laut Metacritic erhielt das Spiel „durchschnittliche“ Bewertungen mit einem Wertungsschnitt von 73/100.